# Egyszer volt... sorozatok
Francia ismeretterjesztő televíziós rajzfilmsorozat gyerekeknek.

## Évadok
| Évad | Cime                       | Témája                                                                                               | Eredeti bemutatás | Magyar megjelenés |
| ---- | -------------------------- | --- | ----------------- | ----------------- |
| 1.   | Egyszer volt… az ember     | Bemutatja az emberiség történetét, a Földön megjelenő élet első formáitól kezdve egészen napjainkig. | 1979.             | 1983.             |
| 2.   | Egyszer volt… a világűr    | Részletesen bemutatja a világűrt.                                                                    | 1982.             |                   |
| 3.   | Egyszer volt… az élet      | Az emberi test mesés története                                                                       | 1986.             |                   |
| 4.   | Egyszer volt… Amerika      | Amerika benépesítésének története.                                                                   | 1992.             |                   |
| 5.   | Egyszer volt… az ötlet     | Nagy nagy találmányok és feltalálók életét mutatja be.                                               | 1994.             |                   |
| 6.   | Egyszer volt… a felfedezők | A sorozat részletesen bemutatja a világ nagy felfedezőinek történetét                                | 1996.             |                   |
| 7.   | Egyszer volt… a Föld       | Bemutatja a föld tájait, éghajtatát, kulturális és környezetvédelmi problémáit.                      | 2008.             |                   |
| 8.   | Egyszer volt… a tárgyak    | Bizonyos tárgyaknak a születését és fejlődését mesélik el.                                           | 2023.             | 2024.             |